# سونیک دش
سونیک دش (به انگلیسی: Sonic Dash) یک بازی موبایل دوندهٔ بی‌پایان توسعه‌یافته توسط هاردلایت می‌باشد که در سال ۲۰۱۳ توسط استودیوی بازی ژاپنی سگا منتشر گردید.